# Neodanuria simonettai
Neodanuria simonettai es una especie de mantis de la familia Mantidae.

## Distribución geográfica
Se encuentra en Somalia.